# Gare de Guapituba
La gare de Guapituba (en portugais Estação Guapituba) est une gare ferroviaire de la ligne 10 (Turquoise) de la Companhia Paulista de Trens Metropolitanos (CTPM). Elle est située avenue Capitão João, quartier de Jardim Guapituba sur le territoire de la municipalité de Mauá dans l'État de São Paulo, au Brésil.
Un poste télégraphique faisant office d'arrêt facultatif est ouvert en 1907 et la gare avec le bâtiment actuel est mise en service en 1983. C'est une gare de la CPTM depuis 1994.

## Situation ferroviaire

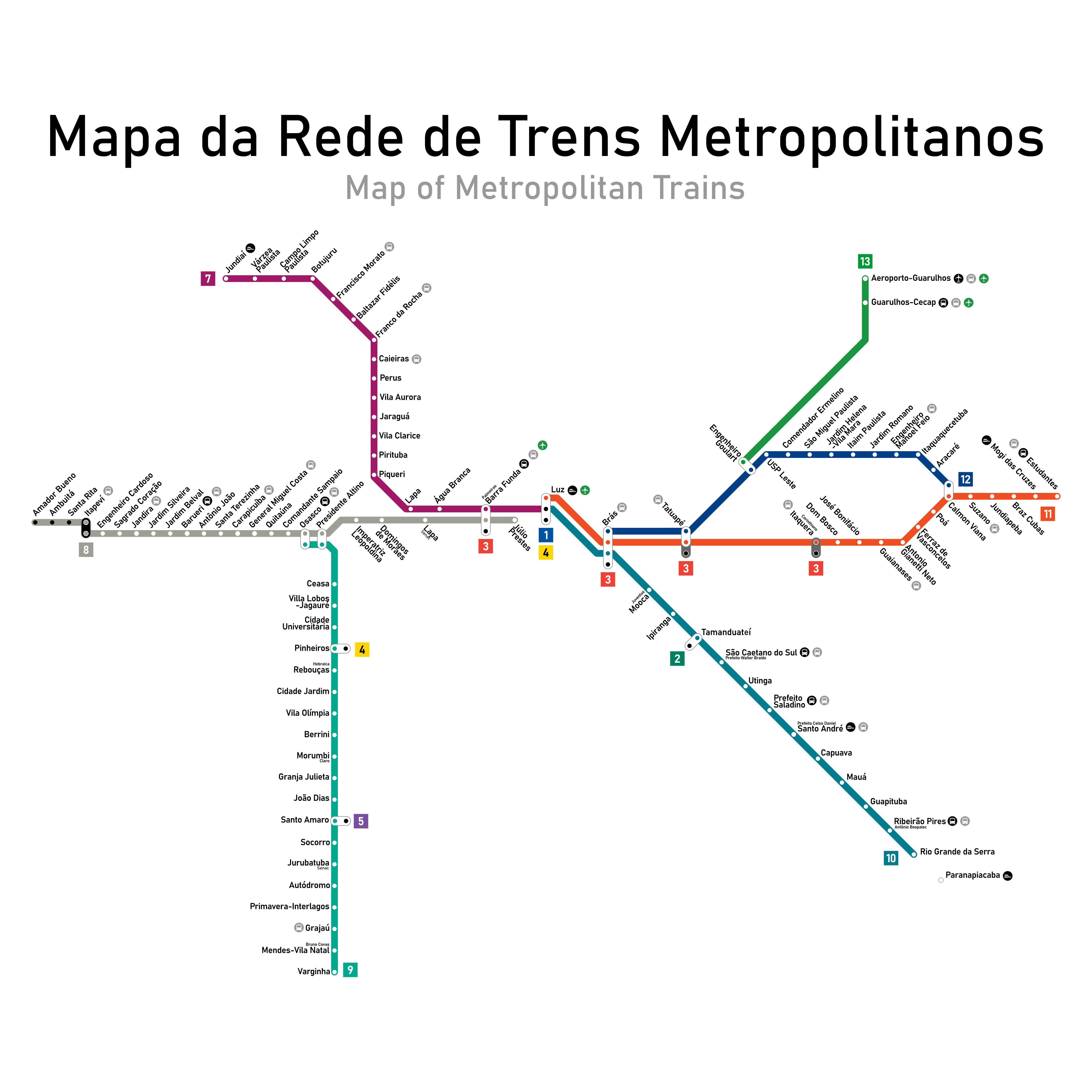
Plan des lignes de la CPTM (2020).

Établie à 804 mètres d'altitude, la gare de Guapituba est située sur la ligne 10 (Turquoise) de la Companhia Paulista de Trens Metropolitanos (CTPM), entre la gare de Mauá, en direction de la gare terminus de Brás, et la gare de Ribeirão Pires–Antônio Bespalec, en direction de la gare terminus de Rio Grande da Serra. 

## Histoire

### Arrêt facultatif (1907-1983)
La São Paulo Railway (SPR) obtient, en 1907, l'autorisation du gouvernement fédéral pour la construction d'un poste télégraphique au km 50. Il est mis en service le 1er mai 1907 et est utilisé comme arrêt facultatif par les trains de voyageurs. Les alentours de cet arrêt se développent lentement ce n'est qu'avec une arrivée massive de migrants dans les années 1960 et 1970 que cette population réclame et manifeste pour l'ouverture d'une véritable gare.

### Gare depuis 1983
La gare officielle est mise en travaux le 23 août 11982 et inaugurée le 4 juin 1983 avec des installations spécifiques dédiées à ce service. Elle prend le nom de ce quartier de la municipalité de Mauá.
En 1994, elle devient une gare de la ligne D de la CPTM.
En 2003, son transit moyen quotidien est de 7 000 voyageurs.

## Service des voyageurs

### Accueil
La gare est accessible par l'avenue Brasil, elle dispose d'aménagements et services pour les personnes à la mobilité réduite.

### Desserte
Service 710 : circulations sur la relation Jundiaí - Rio Grande da Serra, via Brás (ce qui correspond à une unification des lignes 7 et 10). Cette desserte a lieu tous les jours, y compris les week-ends et les jours fériés, de 4 h à minuit. Cette relation dessert 31 gares, approximativement en 2 h 8 min. Aux heures de pointe du matin et de la fin de l'après-midi  l'écart entre les trains est, à la station, de 12 minutes.

Ligne service 710
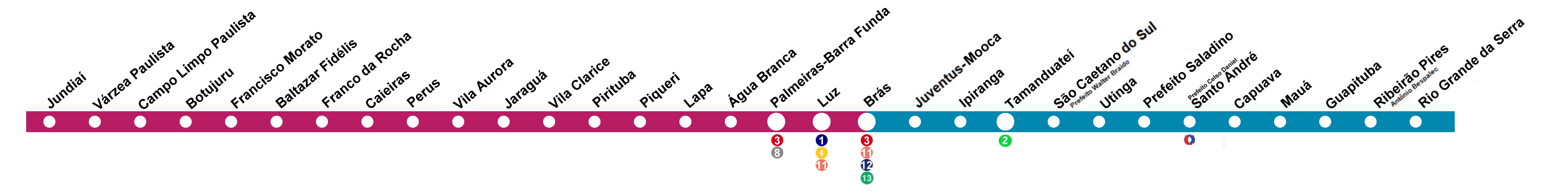

## Patrimoine ferroviaire
Son bâtiment est celui ouvert en 1883.